# Гумерова, Люция Шагибаловна
Люция Шагибаловна Гумерова (род. 1 января 1959 года, деревня Ишмухаметово, Самарский сельсовет, Хайбуллинский район,  Башкирская АССР, Российская Федерация) — российский юрист, заслуженный юрист Республики Башкортостан, председатель Конституционного Суда Республики Башкортостан (2009—2014).

## Биография
Гумерова Люция Шагибаловна родилась 1 января 1959 года в Хайбуллинском районе Республики Башкортостан
В 1977 – 1982 годах училась в  Башкирском государственном университете (ныне Уфимский университет науки и технологий) на специальности правоведение.
Место работы: с 1976 по 1977 работала копировальщицей ВПО «Союзнефтемашремонт»;
С 1982 по 1986 годы работала стажером исследователем, училась в аспирантуре Ленинградского государственного университета.
В 1986 году защитила кандидатскую диссертацию на тему «Административно-правовые гарантии реализации компетенции органом советского государственного управления» (научный руководитель: Дрейшев Борис Владимирович).
В 1987—1996 годах — ассистент, старший преподаватель, доцент БашГУ (ныне Уфимский университет науки и технологий).
С 1996 г. — судья Конституционного Суда Республики Башкортостан. С 2009 по 2014 годы — Председатель Конституционного Суда Республики Башкортостан.
Автор свыше 20 научных публикаций.

## Награды и звания
Деятельность юриста отмечена следующими наградами и званиями:
- Почётное звание «Заслуженный юрист Республики Башкортостан» (2006)[4];
- Наградной знак Совета Судей Российской Федерации «За служение правосудию» (2007)[4];
- Почётная Грамота Республики Башкортостан (2009)[4].